# كين إليس (لاعب كرة قدم أمريكية)
كين إليس (بالإنجليزية: Ken Ellis) هو لاعب كرة قدم أمريكية أمريكي، ولد في 22 أبريل 1947 في وودباين في الولايات المتحدة.

## وصلات خارجية
- كين إليس على موقع مرجع كرة القدم المحترفة.كوم (الإنجليزية)
- كين إليس على موقع قاعة لويزيانا للمشاهير الرياضية (الإنجليزية)